# Saint-Romain-de-Popey
Saint-Romain-de-Popey és un municipi francès situat al departament del Roine i a la regió d'Alvèrnia-Roine-Alps. L'any 2007 tenia 1.398 habitants.

## Demografia

### Població
El 2007 la població de fet de Saint-Romain-de-Popey era de 1.398 persones. Hi havia 526 famílies de les quals 122 eren unipersonals (61 homes vivint sols i 61 dones vivint soles), 150 parelles sense fills, 218 parelles amb fills i 36 famílies monoparentals amb fills.
La població ha evolucionat segons el següent gràfic:
Habitants censats

### Habitatges
El 2007 hi havia 626 habitatges, 538 eren l'habitatge principal de la família, 74 eren segones residències i 14 estaven desocupats. 554 eren cases i 70 eren apartaments. Dels 538 habitatges principals, 368 estaven ocupats pels seus propietaris, 155 estaven llogats i ocupats pels llogaters i 15 estaven cedits a títol gratuït; 5 tenien una cambra, 34 en tenien dues, 74 en tenien tres, 138 en tenien quatre i 286 en tenien cinc o més. 434 habitatges disposaven pel capbaix d'una plaça de pàrquing. A 217 habitatges hi havia un automòbil i a 293 n'hi havia dos o més.

### Piràmide de població
La piràmide de població per edats i sexe el 2009 era:
| Homes | Edats   | Dones |
| ----- | ------- | ----- |
| 0     | 95 o +  | 0     |
| 4     | 90 a 94 | 0     |
| 8     | 85 a 89 | 8     |
| 8     | 80 a 84 | 0     |
| 28    | 75 a 79 | 36    |
| 24    | 70 a 74 | 28    |
| 16    | 65 a 69 | 16    |
| 16    | 60 a 64 | 16    |
| 28    | 55 a 59 | 32    |
| 32    | 50 a 54 | 24    |
| 44    | 45 a 49 | 32    |
| 60    | 40 a 44 | 76    |
| 44    | 35 a 39 | 40    |
| 32    | 30 a 34 | 52    |
| 44    | 25 a 29 | 36    |
| 32    | 20 a 24 | 24    |
| 80    | 15 a 19 | 48    |
| 36    | 10 a 14 | 40    |
| 52    | 5 a 9   | 56    |
| 24    | 0 a 4   | 52    |

## Economia
El 2007 la població en edat de treballar era de 921 persones, 741 eren actives i 180 eren inactives. De les 741 persones actives 694 estaven ocupades (375 homes i 319 dones) i 46 estaven aturades (23 homes i 23 dones). De les 180 persones inactives 59 estaven jubilades, 85 estaven estudiant i 36 estaven classificades com a «altres inactius».

### Ingressos
El 2009 a Saint-Romain-de-Popey hi havia 550 unitats fiscals que integraven 1.471 persones, la mediana anual d'ingressos fiscals per persona era de 19.187 €.

### Activitats econòmiques
Dels 68 establiments que hi havia el 2007, 4 eren d'empreses alimentàries, 3 d'empreses de fabricació de material elèctric, 8 d'empreses de fabricació d'altres productes industrials, 12 d'empreses de construcció, 12 d'empreses de comerç i reparació d'automòbils, 3 d'empreses de transport, 3 d'empreses d'hostatgeria i restauració, 2 d'empreses d'informació i comunicació, 2 d'empreses financeres, 2 d'empreses immobiliàries, 10 d'empreses de serveis, 4 d'entitats de l'administració pública i 3 d'empreses classificades com a «altres activitats de serveis».
Dels 19 establiments de servei als particulars que hi havia el 2009, 1 era una oficina de correu, 1 funerària, 1 taller de reparació d'automòbils i de material agrícola, 3 paletes, 3 guixaires pintors, 2 fusteries, 1 lampisteria, 2 electricistes, 1 empresa de construcció, 1 perruqueria, 2 restaurants i 1 agència immobiliària.
Dels 3 establiments comercials que hi havia el 2009, 2 eren grans superfícies de material de bricolatge i 1 una fleca.
L'any 2000 a Saint-Romain-de-Popey hi havia 55 explotacions agrícoles que ocupaven un total de 1.056 hectàrees.

## Equipaments sanitaris i escolars
El 2009 hi havia 2 escoles elementals.

## Poblacions més properes
El següent diagrama mostra les poblacions més properes.